# Sophie Jugie
Sophie Jugie est une historienne de l'art et conservatrice de musée française née le 6 décembre 1961.
Elle occupe actuellement le poste de directrice du département des sculptures du musée du Louvre.

## Biographie
Élève de l'École nationale des chartes, elle y obtient le diplôme d'archiviste paléographe (1986) avec une thèse intitulée Le duc d’Antin, directeur général des Bâtiments du roi (1708-1736).
Sophie Jugie fut conservatrice au musée national de la Renaissance à Ecouen puis au musée des beaux-arts de Dijon à partir de 1992. Elle en est directrice de 2004 à 2014. Elle y conduit notamment la première phase de rénovation du musée.

## Décorations
- Officière de l'ordre des Arts et des Lettres. Elle est promue au grade d’officier par l’arrêté du 25 septembre 2017[2].